# Молчаны (Винницкая область)
Молчаны́ (укр. Мовчани) — село на Украине, находится в Жмеринском районе Винницкой области.
Код КОАТУУ — 0521084003. Население по переписи 2001 года составляет 583 человека. Почтовый индекс — 23154. Телефонный код — 4332.
Занимает площадь 2,258 км².

## Адрес местного совета
23154, Винницкая область, Жмеринский р-н, с. Молчаны, ул. Шевченко